# Lijst van burgemeesters van Schaijk
Dit is een lijst van burgemeesters van de voormalige Nederlandse gemeente Schaijk in de provincie Noord-Brabant, totdat deze per 1 januari 1994 samenging met de toenmalige gemeente Zeeland in de nieuw gevormde gemeente Landerd.
| Ambtsperiode | Naam burgemeester                                          | Partij of stroming | Bijzonderheden                                                                                         |
| ------------ | ---------------------------------------------------------- | ------------------ | --- |
| 1811 - 1834  | Johannes Dominicus de Groot                                |                    | |
| 1835 - 1865  | Petrus Schouten                                            |                    | |
| 1865 - 1877  | Cornelis Lorskens                                          |                    | |
| 1877 - 1883  | Hendrikus van de Hoogen                                    |                    | |
| 1883 - 1891  | Jhr. Alfons Eduard M. (A.E.M.) van Rijckevorsel van Kessel |                    | In een deel van dezelfde periode tevens burgemeesters van Herpen. Aansluitend burgemeester van Boxtel. |
| 1891 - 1905  | Jan Hoefnagel                                              |                    | |
| 1905 - 1935  | Antoon Hoefnagel                                           |                    | |
| 1935 - 1951  | Henricus van der Heijden                                   |                    | In een deel van deze periode tevens waarnemend burgemeester van Reek.                                  |
| 1951 - 1964  | Gerard (G.M.J.W.) van de Ven                               | KVP                | |
| 1964 - 1979  | Jan (J.) Schouten                                          | KVP                | |
| 1979 - 1990  | Cees (C.A.G.) Vos                                          | KVP / CDA          | |
| 1990 - 1993  | Gerard (G.J.A.) Schampers                                  | CDA                | Waarnemend                                                                                             |